# Drosophila insularis
Drosophila insularis är en tvåvingeart som beskrevs av Theodosius Grigorievich Dobzhansky 1957. Drosophila insularis ingår i släktet Drosophila och familjen daggflugor.
Artens utbredningsområde är Västindien.